# Chaenusa elongata
Chaenusa elongata är en stekelart som beskrevs av Stelfox 1957. Chaenusa elongata ingår i släktet Chaenusa och familjen bracksteklar. Inga underarter finns listade i Catalogue of Life.